# Черемушнянська сільська рада
Черемушня́нська сільська́ ра́да — адміністративно-територіальна одиниця та орган місцевого самоврядування в Валківському районі Харківської області. Адміністративний центр — село Черемушна.

## Загальні відомості
- Черемушнянська сільська рада утворена в 1918 році.
- Територія ради: 59,89 км²
- Населення ради: 948 осіб (станом на 2001 рік)
- Територією ради протікає річка Мжа.

## Населені пункти
Сільській раді підпорядковані населені пункти:
- с. Черемушна
- с. Литвинівка
- с. Піски
- с. Яблунівка

## Склад ради
Рада складається з 12 депутатів та голови.
- Голова ради: Кравченко В'ячеслав Петрович
- Секретар ради: Кравченко Тетяна Василівна

### Керівний склад попередніх скликань
| Прізвище, ім'я, по батькові  | Основні відомості                                                                     | Дата обрання | Дата звільнення |
| ---------------------------- | ------------------------------------------------------------------------------------- | ------------ | --------------- |
| Кириченко Віктор Петрович    | Сільський голова, 1948 року народження, член Народної партії                          | 26.03.2006   | 31.10.2010      |
| Кравченко В'ячеслав Петрович | Сільський голова, 1976 року народження, освіта середня загальна, член Партії регіонів | 31.10.2010   |                 |

Примітка: таблиця складена за даними сайту Верховної Ради України

### Депутати
За результатами місцевих виборів 2010 року депутатами ради стали:

#### За суб'єктами висування
| Суб'єкт висування                 | Кількість обраних депутатів | %    |
| --------------------------------- | --------------------------- | ---- |
| Партія регіонів                   | 11                          | 91,7 |
| Політична партія «Сильна Україна» | 1                           | 8,3  |

#### За округами
| № округу                          | Прізвище, ім'я, по батькові     | Дата визнання обраним | Освіта  | Партійна приналежність                  | Відомості про обраного депутата                  |
| --------------------------------- | ------------------------------- | --------------------- | ------- | --------------------------------------- | ------------------------------------------------ |
| Партія регіонів                   |                                 |                       |         |                                         |                                                  |
| 1                                 | Ігнатова Людмила Андріївна      | 01.11.2010            | вища    | член Партії регіонів                    | Черемушнянська сільська рада, головний бухгалтер |
| 2                                 | Гречка Олексій Володимирович    | 01.11.2010            | середня | позапартійний                           | СТОВ «Лан», водій                                |
| 4                                 | Коваленко Григорій Іванович     | 01.11.2010            | вища    | позапартійний                           | СТОВ «Лан», водій                                |
| 5                                 | Грутман Олег Петрович           | 01.11.2010            | середня | позапартійний                           | пенсіонер                                        |
| 6                                 | Кобець Василь Миколайович       | 01.11.2010            | середня | член Партії регіонів                    | тимчасово не працює                              |
| 7                                 | Плюваченко Зоя Василівна        | 01.11.2010            | середня | член Партії регіонів                    | Черемушнянська сільська рада, прибиральниця      |
| 8                                 | Баглик Степан Іванович          | 01.11.2010            | середня | позапартійний                           | тимчасово не працює                              |
| 9                                 | Кравченко Тетяна Василівна      | 01.11.2010            | вища    | член Партії регіонів                    | Черемушнянська сільська рада, секретар           |
| 10                                | Кобзар Олена Василівна          | 01.11.2010            | середня | позапартійна                            | тимчасово не працює                              |
| 11                                | Губський Віктор Васильович      | 01.11.2010            | середня | позапартійний                           | Валківське лісництво, лісник                     |
| 12                                | Білостоцький Володимир Петрович | 01.11.2010            | середня | позапартійний                           | тимчасово не працює                              |
| Політична партія «Сильна Україна» |                                 |                       |         |                                         |                                                  |
| 3                                 | Горич Лідія Іванівна            | 01.11.2010            | середня | член Політичної партії «Сильна Україна» | тимчасово не працює                              |